# Municipio Villamontes
Das Municipio Villamontes (auch: Villa Montes) liegt im Departamento Tarija im südamerikanischen Anden-Staat Bolivien.

## Lage im Nahraum
Das Municipio Villamontes ist das östliche der drei Municipios der Provinz Gran Chaco. Es grenzt im Norden an das Departamento Chuquisaca, im Nordwesten an die Provinz Burnet O’Connor, im Südwesten an das Municipio Caraparí, im Süden an das Municipio Yacuiba und an die Republik Argentinien und im Osten an die Republik Paraguay.

## Geographie
Das Municipio wird an der Grenze zum benachbarten Municipio Yacuiba vom Río Pilcomayo durchflossen. Das Klima ist hier mit Sommertemperaturen von über 40 °C sehr heiß, wodurch Villamontes als ‚heißester Ort Boliviens’ gilt. (C. Zehner)

## Geschichte
Im Jahre 1860 wurde im Gebiet des heutigen Municipio Villamontes die Mission de San Francisco Solano als strategischer Posten mit dem Ziel gegründet, die hier lebenden Indígenas zum christlichen Glauben zu bekehren und die Besiedlung des Gebietes voranzutreiben. Im Chaco-Krieg war Villamontes Schauplatz blutiger und strategisch wichtiger Schlachten, die den Ort bekannt machten. Im Jahre 1937 wurde die Provinz Gran Chaco zusammen mit der Stadt Villamontes offiziell gegründet.

## Bevölkerung
Die Einwohnerzahl des Municipio Villamontes ist zwischen 1992 und 2024 auf mehr als das Doppelte angestiegen:
| Jahr | Einwohner | Quelle       |
| ---- | --------- | ------------ |
| 1992 | 19.568    | Volkszählung |
| 2001 | 23.765    | Volkszählung |
| 2012 | 39.800    | Volkszählung |
| 2024 | 46.010    | Volkszählung |

Die Bevölkerungsdichte des Municipio bei der letzten Volkszählung von 2024 betrug 4,3 Einwohner/km², der Anteil der städtischen Bevölkerung ist 75,9 Prozent (2012). Im ländlichen Gemeindegebiet leben Indígenas des Stammes Weenhayek, 1.756 Personen im Jahr 2001. Neben den Weenhayek gibt es im Municipio Villamontes die aus 132 Personen bestehende indigene Gruppe der Tapiete, vereinzelt leben in Villamontes auch Guaraní.
Die Lebenserwartung der Neugeborenen lag im Jahr 2001 bei 66,5 Jahren (2001).
Der Alphabetisierungsgrad bei den über 19-Jährigen beträgt 89 %, und zwar 93 % bei Männern und 84 % bei Frauen (2001).

## Wirtschaft
Ein Drittel der ökonomisch aktiven Bevölkerung arbeitet in der Land- und Viehwirtschaft. In der Landwirtschaft werden hauptsächlich Mais, Soja, Melonen, Erdnüsse und Tomaten angebaut, die Viehhaltung besteht aus der Zucht von Rindern, Schweinen, Schafen, Geflügel und Pferden in hauptsächlich mittleren und Großbetrieben.
Einen wichtigen Anteil an der lokalen Wirtschaft hat der Markt von Villamontes, der von regionaler Bedeutung ist und für die ortsansässige Bevölkerung Arbeit im Handels- und Transportwesen schafft. Darüber hinaus sind in Villamontes Ölunternehmen mit Arbeitsplätzen in technischen Bereichen ansässig.

## Politik
Ergebnis der Regionalwahlen (concejales del municipio) vom 4. April 2010:
| Wahl- berechtigte |  | Wahl- beteiligung | gültige Stimmen |  | RHP    | ADC    | MAS-IPSP | CC     | VIDA   |
| ----------------- |  | ----------------- | --------------- |  | ------ | ------ | -------- | ------ | ------ |
| 18.897            |  | 15.681            | 12.886          |  | 3.373  | 2.757  | 2.649    | 2.328  | 1.779  |
|                   |  | 83,0 %            | 82,2 %          |  | 26,2 % | 21,4 % | 20,6 %   | 18,1 % | 13,8 % |

Ergebnis der Regionalwahlen (elecciones de autoridades políticas) vom 7. März 2021:
| Wahl- berechtigte |  | Wahl- beteiligung | gültige Stimmen |  | MAS-IPSP | UNIDOS POR TARIJA | COMUNIDAD POR TODOS | MTS    | ISA    |
| ----------------- |  | ----------------- | --------------- |  | -------- | ----------------- | ------------------- | ------ | ------ |
| 31.866            |  | 25.944            | 23.133          |  | 8.769    | 6.960             | 5.195               | 799    | 544    |
|                   |  | 81,42 %           | 89,17 %         |  | 37,91 %  | 30,09 %           | 22,46 %             | 3,45 % | 2,35 % |

## Gliederung
Das Municipio hat eine Fläche von 10.802 km² und unterteilt sich nicht – wie die benachbarten Municipios – in weitere Kantone (Cantones).

## Ortschaften im Municipio Villamontes
- Villamontes 30.228 Einw. – Tiguipa 785 Einw. – Puesto Uno 558 Einw. – Tarairí 553 Einw. – Ibibobo 388 Einw. – Caigua 378 Einw. – Palmar Grande 256 Einw.